# Sapientza
Sapientza (en grec moderne : Σαπιέντζα) est une île grecque située dans le sud du Péloponnèse, près de la ville de Methóni. Elle fait administrativement partie de la municipalité de Pylos-Nestor, en Messénie. Selon le recensement de 2011, la population de l'île compte deux habitants.

## Historique de la population
| Année | Population |
| ----- | ---------- |
| 1991  | 4          |
| 2001  | 7          |
| 2011  | 2          |